# Universidade do Norte da Colúmbia Britânica
A Universidade do Norte da Colúmbia Britânica (UNBC) é uma pequena universidade de pesquisa intensiva. O campus principal está localizado em Prince George, no Centro-Norte da província canadense da Colúmbia Britânica. A UNBC também possui campi regionais no norte, em Prince Rupert, Terrace, Quesnel e Fort St. John. No ano letivo de 2013-2014, 4.020 estudantes estavam matriculados na UNBC.